# Station Krapkowice
Station Krapkowice is een spoorwegstation in de Poolse plaats Krapkowice.